# Синявинская улица (Санкт-Петербург)
Синя́винская у́лица — улица в Красногвардейском районе Санкт-Петербурга.
Улица соединяет Большеохтинский проспект и проспект Металлистов между шоссе Революции и Краснодонской улицей. Протяжённость улицы — 410 метров. Ярко выражена между Большеохтинским и Среднеохтинским проспектами, далее до пр. Металлистов сужается и приобретает извилистый характер.

## История
Улица получила название в 1950 году в память о сражениях Ленинградского и Волховского фронтов против фашистских захватчиков в районе посёлка Синявино в годы Великой Отечественной войны.

## Здания и сооружения
- д. 4 — НП Научно-исследовательский центр эволюции человека
- д. 8 — Администрация Красногвардейского района, отдел молодёжной политики и по связям с общественностью; Общество жителей блокадного Ленинграда (Красногвардейское отделение)

## Транспорт
- Автобусы: № 22, 37, 105, 106, 174, 181, 183, 206, 222, 234, 295, 530
- Трамваи: № 23, 30

## Пересечения
Синявинская улица пересекает следующие улицы (с запада на восток):
- Большеохтинский проспект
- Среднеохтинский проспект